# Amfílids
La família dels amfílids (Amphiliidae) és constituïda per peixos actinopterigis d'aigua dolça i pertanyent a l'ordre dels siluriformes.

## Morfologia
L'espècie més grossa assoleix els 18 cm de llargària total, tot i que la majoria no depassa els 12. Tenen 3 parells de barbetes sensorials.

## Distribució geogràfica
Es troba a Àfrica: els llacs Tanganyika, Malebo, Malawi, Victòria i Mweru, les conques dels rius Congo, Bandama, Cross, Zambezi, Limpopo, Kasai, Cuango, Volta, Lualaba, Corubal, Sanaga, Nyong, Sangha, Uele, Níger, Rufiji, Ruzizi, Okavango i Cunene, i les cascades Boyoma a la Costa d'Ivori, Guinea, Guinea Bissau, Libèria, el Camerun, Zàmbia, la República Centreafricana, la República del Congo, la República Democràtica del Congo, Angola, Burundi, Malawi, Ruanda, Tanzània, Zimbàbue, Moçambic, Botswana, Namíbia, Eswatini, Sud-àfrica i, possiblement també, Kenya.

## Subfamílies, gèneres i espècies
- Amphiliinae (Regan, 1911)
  - Amphilius (Günther, 1864)[31]
  - Paramphilius (Pellegrin, 1907)[32]
    - Paramphilius baudoni (Pellegrin, 1928)[33]
    - Paramphilius firestonei (Schultz, 1942)[34]
    - Paramphilius goodi (Harry, 1953)[35]
    - Paramphilius teugelsi (Skelton, 1989)[36]
    - Paramphilius trichomycteroides (Pellegrin, 1907)[32]
- Doumeinae (Regan, 1911)
  - Andersonia (Boulenger, 1900)[37]
    - Andersonia leptura (Boulenger, 1900)[37]

  - Belonoglanis (Boulenger, 1902)[38]
    - Belonoglanis brieni (Poll, 1959)[39]
    - Belonoglanis tenuis (Boulenger, 1902)[38]

  - Congoglanis (Ferraris, Vari & Skelton, 2011)[24]
    - Congoglanis alula (Nichols & Griscom, 1917)[40]
    - Congoglanis howesi (Vari, Ferraris & Skelton, 2012)[41]
    - Congoglanis inga (Ferraris, Vari & Skelton, 2011)[24]
    - Congoglanis sagitta (Ferraris, Vari & Skelton, 2011)[24]

  - Doumea (Sauvage, 1879)[42]
    - Doumea alula  (Nichols & Griscom, 1917)[40]
    - Doumea angolensis  (Boulenger, 1906)[43]
    - Doumea chappuisi  (Pellegrin, 1933)[44]
    - Doumea gracila  (Skelton, 2007)[16]
    - Doumea reidi (Ferraris, Skelton & Vari, 2010)[15]
    - Doumea sanaga  (Skelton, 2007)[16]
    - Doumea skeltoni (Ferraris & Vari, 2014)[45]
    - Doumea stilicauda (Ferraris, Skelton & Vari, 2010)[15]
    - Doumea thysi  (Skelton, 1989)[36]
    - Doumea typica  (Sauvage, 1879)[42]

  - Phractura (Boulenger, 1900)[46]
  - Trachyglanis (Boulenger, 1902)[38]
    - Trachyglanis ineac (Poll, 1954)[47]
    - Trachyglanis intermedius (Pellegrin, 1928)[48]
    - Trachyglanis minutus (Boulenger, 1902)[38]
    - Trachyglanis sanghensis (Pellegrin, 1925)[49]
- Leptoglaninae (Roberts, 2003)
  - Dolichamphilius (Roberts, 2003)[19]
    - Dolichamphilius brieni (Poll, 1959)[39]
    - Dolichamphilius longiceps (Roberts, 2003)[19]

  - Leptoglanis (Boulenger, 1902)[38]
    - Leptoglanis bouilloni (Poll, 1959)[39]
    - Leptoglanis wamiensis (Seegers, 1989)[50]
    - Leptoglanis xenognathus (Boulenger, 1902)[38]

  - Psammphiletria (Roberts, 2003)[19]
    - Psammphiletria delicata (Roberts, 2003)[19]
    - Psammphiletria nasuta (Roberts, 2003)[19]

  - Tetracamphilius (Roberts, 2003)[19]
    - Tetracamphilius angustifrons (Boulenger, 1902)[38]
    - Tetracamphilius clandestinus (Roberts, 2003)[19]
    - Tetracamphilius notatus (Nichols & Griscom, 1917)[40]
    - Tetracamphilius pectinatus (Roberts, 2003)[19]

  - Zaireichthys (Roberts, 1967)[51]
    - Zaireichthys brevis (Boulenger, 1915)[25]
    - Zaireichthys camerunensis  (Daget & Stauch, 1963)[52]
    - Zaireichthys compactus (Seegers, 2008)[4]
    - Zaireichthys conspicuus (Eccles, Tweddle & Skelton, 2011)[5]
    - Zaireichthys dorae  (Poll, 1967)[13]
    - Zaireichthys flavomaculatus  (Pellegrin, 1926)[53]
    - Zaireichthys heterurus  (Roberts, 2003)[19]
    - Zaireichthys kafuensis (Eccles, Tweddle & Skelton, 2011)[5]
    - Zaireichthys kavangoensis (Eccles, Tweddle & Skelton, 2011)[5]
    - Zaireichthys kunenensis (Eccles, Tweddle & Skelton, 2011)[5]
    - Zaireichthys lacustris (Eccles, Tweddle & Skelton, 2011)[5]
    - Zaireichthys mandevillei  (Poll, 1959)[39]
    - Zaireichthys maravensis (Eccles, Tweddle & Skelton, 2011)[5]
    - Zaireichthys monomotapa (Eccles, Tweddle & Skelton, 2011)[5]
    - Zaireichthys pallidus (Eccles, Tweddle & Skelton, 2011)[5]
    - Zaireichthys rotundiceps  (Hilgendorf, 1905)[54]
    - Zaireichthys wamiensis (Seegers, 1989)[50]
    - Zaireichthys zonatus (Roberts, 1967)[51][55][56][57][58][59][60][61]